# Mülbener See
Der Mülbener See ist ein östlich des Dorfes Mülben der Gemeinde Waldbrunn im baden-württembergischen Neckar-Odenwald-Kreis angestauter Waldsee.

## Lage und Beschreibung
Der See liegt im Winterhauch genannten Teil des Unterraums Buntsandstein-Odenwald des Odenwaldes etwa 11⁄4 km östlich der Ortsmitte von Mülben im Waldgewann Laubwald. Er ist hinter dem Damm eines von Nord nach Süd laufenden Waldweges auf 527 m ü. NHN angestaut, bedeckt eine Fläche von 1,2 ha, ist etwa 120 Meter lang und 115 Meter breit. Sein Einzugsgebiet ist etwa 1,1 km² groß und besteht fast nur aus Waldflächen. Am Ostrand, von dem her der See deutlich verlandet, gibt es einen nur kurzen Zufluss, im Westen entsteht am Ausfluss des Mönchs der über den Reisenbach zur Itter entwässernde Höllbach. Im Untergrund liegt weitum Oberer Buntsandstein, in welchen in der Talmulde ein Band lössführender Fließerden eingelagert ist.
Der See ist mit Karpfen besetzt. Eine ältere topographische Karte aus der ersten Hälfte des 20. Jahrhunderts zeigt an der Stelle des heutigen Sees Wald und den Texteintrag „Mülbersee“, er bestand also wohl schon zuvor und lag damals trocken. Der zusätzliche Texteintrag „Wldgmkg. Zwgbg.“ und eine gestrichelte Kontur eng um die Fläche des Sees herum lassen vermuten, dass er damals zur Gemeinde Zwingenberg gehörte. Ungefähr um das Jahr 1980 herum wurde der Fichtenwald in der Seemulde eingeschlagen und der jetzige See wieder angelegt. See und Umgebung gehören zum Naturpark Neckartal-Odenwald.

### LUBW
Amtliche Online-Gewässerkarte mit passendem Ausschnitt und den hier benutzten Layern: Mülbener See und Umgebung

Allgemeiner Einstieg ohne Voreinstellungen und Layer: Daten- und Kartendienst der Landesanstalt für Umwelt Baden-Württemberg (LUBW) (Hinweise)
1. ↑  Höhe nach grauer Beschriftung auf dem Hintergrundlayer Topographische Karte.
2. ↑  Seefläche nach dem Layer Stehende Gewässer.
3. 1 2  Dimensionen abgemessen auf dem Hintergrundlayer Topographische Karte.
4. ↑  Einzugsgebiet abgemessen auf dem Hintergrundlayer Topographische Karte.
5. ↑  Schutzgebiete nach den einschlägigen Layern, Natur teilweise nach dem Layer Biotop.

### Andere Belege
1. ↑  Josef Schmithüsen: Geographische Landesaufnahme: Die naturräumlichen Einheiten auf Blatt 161 Karlsruhe. Bundesanstalt für Landeskunde, Bad Godesberg 1952. → Online-Karte (PDF; 5,1 MB)
2. ↑  Geologie nach den Layern zu Geologische Karte 1:50.000 auf: Mapserver des Landesamtes für Geologie, Rohstoffe und Bergbau (LGRB) (Hinweise)
3. ↑  Frühere Trockenlegung nach:
  - Meßtischblatt 6520 Zwingenberg von 1923 in der Deutschen Fotothek